# Куаушикалли
Куаушикалли или каушикалли (cuauhxicalli или quauhxicalli, аст. «орлиная тыквенная чаша») — огромный каменный сосуд или резервуар, использовавшийся ацтеками во время человеческих жертвоприношений. Куаушикалли изготавливали в виде животных, как правило, орлов или ягуаров, и украшали зооморфными мотивами и изображениями сердец. На нижней стороне вырезали изображение богини земли Тлальтекутли. В середине фигуры находилось отверстие, в которое помещали сердце, только что вынутое из груди жертвы. Там изображался знак Науи Оллин — календарное имя солнечного бога Тонатиу. Возможно, что куаушикалли символизировал утробу и родовые пути земли, откуда ежедневно рождалось солнце.
Древнейшие сосуды подобного рода были найдены в Чичен-Ице, их происхождение может уходить еще во времена тольтеков. В эпосе Пополь-Вух совы-посланники получают приказ принести в жертву девушку Шкик и доставить её сердце в тыквенной чаше, возможно, куаушикалли.
Также известны ритуальные сосуды для жертвоприношений типа чак-мооль, имевшие вид лежащего человека с чашей на животе.